# کرتس د آراگن
کرتس د آراگن (به اسپانیایی: Cortes de Aragón, Teruel) یک شهرستان در اسپانیا است که در استان تروئل واقع شده‌است.

## خصوصیات
کرتس د آراگن ۲۴ کیلومترمربع مساحت و ۱۱۱ نفر جمعیت دارد.